# Irmin Roberts
Irmin Roberts (* 30. Juni 1904 in Kalifornien; † 26. Oktober 1978 in Riverside, Kalifornien) war ein US-amerikanischer Kameramann.
Bei der Oscarverleihung 1939 erhielt das Effekte-Team des 1938 von Paramount unter der Regie von Henry Hathaway produzierten Films Piraten in Alaska, zu dem neben Irmin Roberts auch Jan Domela, Farciot Edouart, Loyal Griggs, Devereaux Jennings, Gordon Jennings, Louis Mesenkop, Harry D. Mills, Walter Oberst, Loren L. Ryder und Art Smith gehörten, einen Ehrenoscar für herausragende Leistungen bei der Schaffung spezieller Ton- und Filmeffekte.
Irmin Roberts gilt als Erfinder des Dolly-Zoom, auch Vertigo-Effekt genannt. Der erste Einsatz des Effektes erfolgte 1945 in Alfred Hitchcocks Ich kämpfe um dich. Am bekanntesten ist jedoch die Anwendung in Hitchcocks Thriller Vertigo – Aus dem Reich der Toten (1958), zu dessen Dreharbeiten Roberts als Kameramann (Bildregisseur) der Second Unit verpflichtet worden war.

## Filmografie
- 1967:	Clambake (Nur nicht Millionär sein; Musicalfilm mit Elvis Presley; Regie: Arthur H. Nadel)
- 1967: Chuka (Chuka – Alleingang am Fort Clendennon; Western; Regie: Gordon Douglas)
- 1964: Bonanza: A Dime's Worth of Glory (Episode der TV-Serie)
- 1963: It's a Mad Mad Mad Mad World (Eine total, total verrückte Welt; Filmkomödie mit Spencer Tracy; Regie: Stanley Kramer)
- 1962: Girls! Girls! Girls! (mit Elvis Presley; Regie: Norman Taurog)
- 1962: Escape from Zahrain (Flucht aus Zahrain; Abenteuerfilm mit Yul Brynner; Regie: Ronald Neame)
- 1960: Heller in Pink Tights (Die Dame und der Killer; Western mit Sophia Loren und Anthony Quinn; Regie: George Cukor)
- 1959: The Jayhawkers! (Der Herrscher von Kansas; Western; Regie: Melvin Frank)
- 1955: The Court Jester (Der Hofnarr; Spielfilmkomödie; Regie: Melvin Frank, Norman Panama)
- 1954: Rear Window (Das Fenster zum Hof; Thriller; Regie: Alfred Hitchcock)
- 1954: Secret of the Incas (Das Geheimnis der Inkas; Abenteuerfilm; Regie: Jerry Hopper)
- 1954: Elephant Walk (Elefantenpfad; Abenteuerfilm; Regie: William Dieterle)
- 1954: Conquest of Space (Die Eroberung des Weltalls; Science-Fiction-Film; Regie: Byron Haskin)
- 1953: The Girls of Pleasure Island (Regie: Alvin Ganzer, F. Hugh Herbert)
- 1953: Shane (Mein großer Freund Shane; Western; Regie: George Stevens)
- 1953: The War of the Worlds (Kampf der Welten; Science-Fiction-Film; Regie: Byron Haskin)
- 1953: Thunder in the East (Donner in Fern-Ost; Abenteuerfilm; Regie: Charles Vidor)
- 1949: The Great Gatsby (Der große Gatsby; Regie: Elliott Nugent)
- 1949: A Connecticut Yankee in King Arthur's Court (Ritter Hank, der Schrecken der Tafelrunde; Regie: Tay Garnett)
- 1947: Unconquered (Die Unbesiegten; Regie: Cecil B. DeMille)
- 1946: The Virginian (Der Mann aus Virginia); Regie: Stuart Gilmore
- 1946: Road to Utopia (Der Weg nach Utopia; Regie: Hal Walker)
- 1946: Two Years Before the Mast (In Ketten um Kap Horn; Regie: John Farrow)
- 1945: Salty O'Rourke (Gauner und Gangster; Regie: Raoul Walsh)
- 1945: A Medal for Benny; Regie: Irving Pichel (fotografische Effekte)
- 1944: Here Come the Waves; Regie: Mark Sandrich
- 1943: For Whom the Bell Tolls (Wem die Stunde schlägt; Verfilmung eines Romans von Ernest Hemingway, mit Gary Cooper und Ingrid Bergman; Regie: Sam Wood)
- 1938: Spawn of the North (Raubfischer in Alaska; Abenteuerfilm mit George Raft, Henry Fonda und Dorothy Lamour; Regie: Henry Hathaway)